# Record Industry

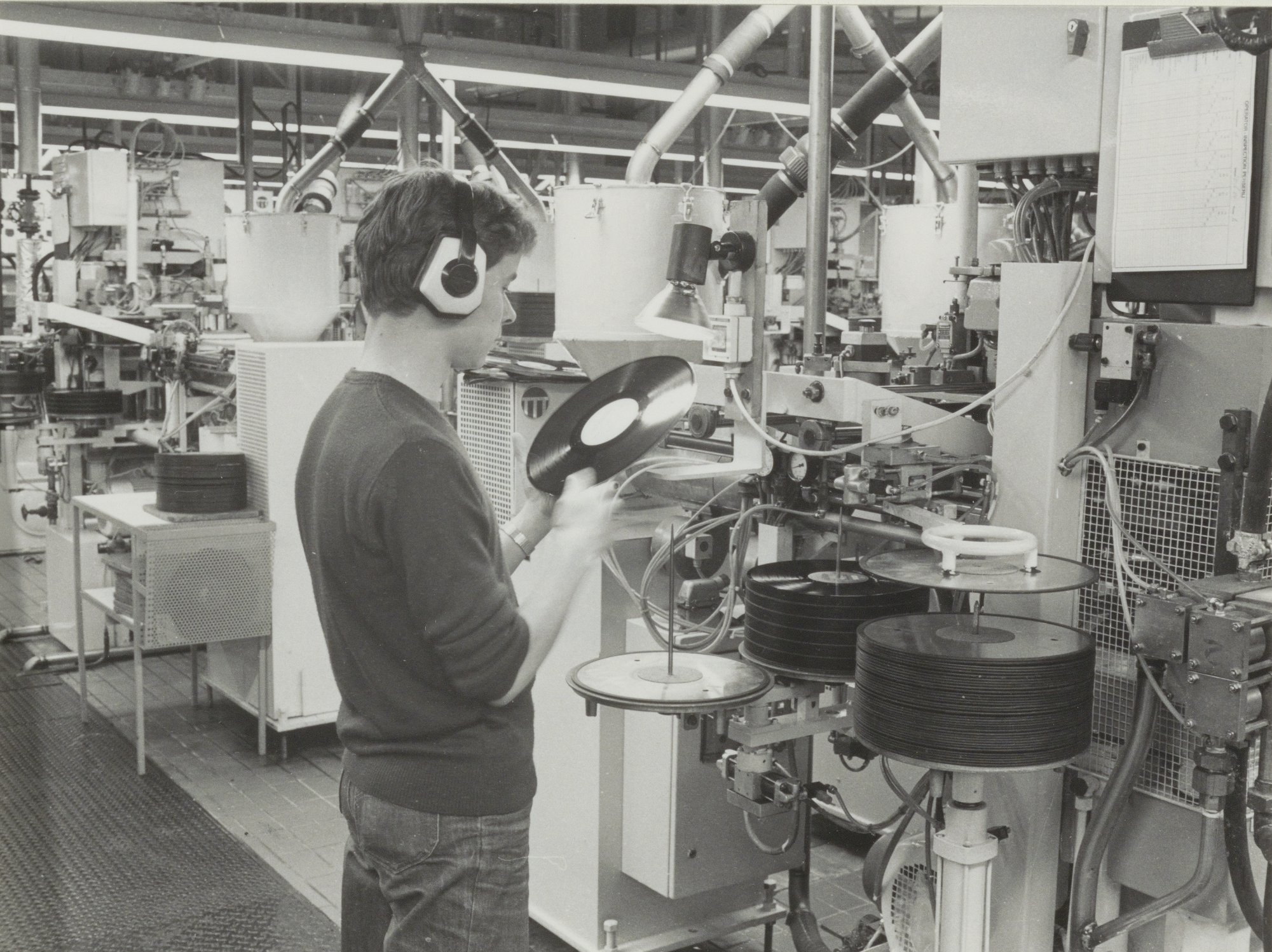
Persen van grammofoonplaten voor CBS in 1985

Record Industry is een Nederlandse perserij van vinyl grammofoonplaten, gevestigd in Haarlem en opgericht in 1958. Het is een van de grotere platenperserijen in Europa. De perserij werd opgericht onder de naam Artone, werd eind jaren 60 overgenomen door CBS en in 1998 overgenomen door Record Industry.

## Geschiedenis
In 1958 werd door de Belgische ondernemer Dirk Slinger - die zijn fortuin in de olie-industrie had verdiend - de platenmaatschappij Artone opgericht, compleet met platenperserij. Het bedrijf werd gevestigd in Haarlem. De zoons van Slinger, Casper Dirk en Wim, kregen de leiding over de perserij die op dat moment uitsluitend 7" platen (singles en ep's) kon fabriceren.
Artone groeide snel in de jaren 60, vooral dankzij de distributiedeal die het bedrijf sloot met het Amerikaanse CBS Records. In 1966 kocht CBS een belang van 50% in Artone, in 1969 gevolgd door een volledige overname. Inmiddels kon de platenperserij ook lp's en andere formaten produceren. Dankzij CBS werd ook een drukkerij voor platenhoezen geopend, eveneens in Haarlem.
In de jaren 70 en 80 was de platenperserij een van de belangrijkste fabrieken voor CBS in Europa. Rond 1980 groeide de productie tot zo'n 50 miljoen platen per jaar voor vrijwel de hele Europese markt. Ook de meeste bijbehorende hoezen werden in Haarlem gedrukt, zodat op veel CBS-uitgaven uit die periode de aanduiding "Printed in Holland" te vinden was. Hoogtepunt was het album Thriller van Michael Jackson, waarvan in 1983 zo'n 30.000 exemplaren per dag werden geproduceerd.
Na de wereldwijde overname van CBS door Sony in 1988, kwamen de faciliteiten in Haarlem in handen van het Japanse bedrijf. De overname leidde niet tot veel veranderingen, maar het was een andere ontwikkeling die de platenperserij in de jaren 90 bijna de das omdeed: het verdwijnen van vinyl ten faveure van de cd. In Haarlem werden geen cd's geperst, zodat de fabriek steeds minder werk kreeg. Door de sterk dalende verkoop van vinyl besloot Sony in 1998 de Haarlemse platenperserij te sluiten.

## Overname en daarna
Om te voorkomen dat er in Nederland geen vinylplaten meer konden worden geperst – de CBS-fabriek was de enige overgebleven faciliteit in Nederland – werd de perserij in 1998 overgenomen door het bedrijf Record Industry, eigendom van Ton Vermeulen.
Aanvankelijk produceerde Record Industry vooral voor de dance-industrie, waar vinyl (met name 12"-singles) nog altijd veel gebruikt werden. In 2001 bereikte het bedrijf daarmee een productie van 7,8 miljoen platen. De laatste jaren worden ook weer veel platen in de pop- en rock-genres (opnieuw) op vinyl uitgebracht. 
De productie zit de laatste jaren in de lift: van 2 miljoen platen in 1998 naar 11 miljoen in 2021. Er wordt zowel voor de binnen- als buitenlandse markt geproduceerd. Het bedrijf maakt 7", 10" en 12" (singles/lp's), alsmede hoezen en andere verpakkingen.